# 大口櫻鱒
大口櫻鱒（学名：Oncorhynchus masou macrostomus），是鮭科大麻哈魚屬櫻鱒的其中一个亚種，為溫帶魚類，分布日本的西太平洋沿岸，以及四國、九州間的瀨戶內海。日本當地將陸封型稱為，降海型稱為皐月鱒（サツキマス）。陸封型主要生活河川上游，以昆蟲及小型甲殼類為食；降海型棲息在沿海、河口區域，會進行洄游，以小魚及甲殼類為食。

## 扩展阅读
維基物種上的相關：大口櫻鱒